# Clea DuVall
Clea DuVall (Los Angeles, 25 de setembre de 1977) és una actriu de cinema i televisió estatunidenca. La seva filmografia principal inclou títols com No puc esperar (1998), The Faculty (1998), La cara del terror (1999), But I'm a Cheerleader (1999), Innocència interrompuda (1999), The Laramie Project (2002), Identitat (2003), 21 grams (2003), Zodiac (2007), Anamorph (2007), Passengers (2008) i Argo (2012). També ha aparegut a sèries de televisió com Carnivàle (2003-2005) i Herois (2006-2007), on interpretava l'agent Audrey Hanson.

## Biografia
És filla única de Rosemary Hatch i Stephen DuVall. Els seus pares es van divorciar quan tenia dotze anys. Després que la seva mare es casés per segona vegada, DuVall va deixar l'institut i es va mudar al seu propi apartament.
Li agradaven les pel·lícules i els programes de televisió i memoritzava escenes senceres. Així, DuVall va decidir que volia ser actriu i es va inscriure en la High School of the Arts de Los Angeles County. Mentrestant, treballava per pagar les seves pròpies despeses.
Malgrat compartir el mateix cognom, DuVall no és família dels actors Robert Duvall o Shelley Duvall.
Abans del seu debut en Little Witches, va treballar en una cafeteria. Es va donar a conèixer definitivament amb The Faculty, de Robert Rodríguez (1998), al costat de Elijah Wood i Josh Hartnett. A aquest paper li van seguir uns altres en Innocència interrompuda, La cara del terror, Algú com tu, But I'm a Cheerleader, Fantasmes de Mart i Thirteen Conversations About One Thing.
Després de la seva aparició en The Laramie Project, Identitat i la nominada a l'Oscar 21 grams, DuVall va realitzar un paper protagonista en la sèrie de HBO Carnivàle, guanyadora d'un premi Emmy, que va ser produïda de 2003 a 2005. Durant aquest temps, també va fer un paper principal en Helter Skelter (pel qual va aconseguir una nominació als Premis Satellite) i en The Grudge, de Sam Raimi, al costat de Sarah Michelle Gellar.
Els seus últims projectes han estat les pel·lícules Itty Bitty Titty Committee i Zodiac de David Fincher. També ha interpretat a un personatge recurrent en la sèrie de televisió Herois; i se l'ha vist al costat d'Anne Hathaway en Passengers, de Rodrigo García.
DuVall també ha aparegut en el curtmetratge It's Not Easy Being Green amb les actrius Leisha Hailey i Carla Gall.

## Filmografia

### Cinema
| Any  | Títol                                     | Personatge                | Notes              |
| ---- | ----------------------------------------- | ------------------------- | ------------------ |
| 1996 | Little Witches                            | Kelsy                     |                    |
| 1997 | On the Edge of Innocence                  | Ann                       |                    |
| 1997 | Life During Wartime                       | Suzy                      |                    |
| 1997 | Niagara, Niagara                          | Convenience Store Clerk   |                    |
| 1998 | How to Make the Cruelest Month            | Bell Bryant               |                    |
| 1998 | Girl                                      | Gillian                   |                    |
| 1998 | No puc esperar (Can't Hardly Wait)        | Jana                      |                    |
| 1998 | The Faculty                               | Stokely "Stokes" Mitchell |                    |
| 1999 | A Slipping-Down Life                      | Infermera                 |                    |
| 1999 | Algú com tu (She's All That)              | Misty                     |                    |
| 1999 | Wildflowers                               | Cally                     |                    |
| 1999 | Sleeping Beauties                         | Clea                      |                    |
| 1999 | La cara del terror (The Astronaut's Wife) | Nan                       |                    |
| 1999 | But I'm a Cheerleader                     | Graham Eaton              |                    |
| 1999 | Girl, Interrupted                         | Georgina Tuskin           |                    |
| 2000 | Committed                                 | Mimi                      |                    |
| 2000 | Bear to the Right                         | Cambrera                  |                    |
| 2001 | See Jane Run                              | Jane Whittaker            |                    |
| 2001 | Fantasmes de Mart (Ghosts of Mars)        | Bashira Kincaid           |                    |
| 2001 | Thirteen Conversations About One Thing    | Beatrice "Bea"            |                    |
| 2001 | How to Make a Monster                     | Laura                     |                    |
| 2002 | The Laramie Project                       | Amanda Gronich            |                    |
| 2002 | The Slaughter Rule                        | Skyla                     |                    |
| 2003 | Identitat                                 | Ginny                     |                    |
| 2003 | 21 grams                                  | Claudia                   |                    |
| 2004 | Helter Skelter                            | Linda Kasabian            |                    |
| 2004 | The Grudge                                | Jennifer Williams         |                    |
| 2005 | Two Weeks                                 | Katrina                   |                    |
| 2005 | Fathers and Sons                          | Laura                     | Paper no acreditat |
| 2006 | Champions                                 | Billy                     |                    |
| 2007 | Zodiac                                    | Linda del Buono           |                    |
| 2007 | Ten Inch Hero                             | Jen                       |                    |
| 2007 | Itty Bitty Titty Committee                | Canta en un concert       |                    |
| 2007 | Anamorph                                  | Sandy                     |                    |
| 2008 | Passengers                                | Shannon                   |                    |
| 2009 | The Killing Room                          | Kerry Isalano             |                    |
| 2010 | Conviction                                | Brenda                    |                    |
| 2011 | And Baby Will Fall                        | Melinda White             | Telefilm           |
| 2012 | Argo                                      | Cora Lijek                |                    |
| 2014 | Lizzie Brodin: Took an Ax                 | Emma Brodin               | Telefilm           |

### Televisió
| Any          | Títol                             | Personatge              | Notes                                                         |
| ------------ | --------------------------------- | ----------------------- | ------------------------------------------------------------- |
| 1996         | Dangerous Minds                   | Nina                    | 1 episodi                                                     |
| 1997         | ER                                | Katie Reed              | en 2 episodis                                                 |
| 1997         | Crisis Center                     | Teen                    | en 1 episodi                                                  |
| 1997         | Buffy the Vampire Slayer          | Marcie Ross             | en 1 episodi                                                  |
| 1997         | The Defenders: Payback            | Jessica Lane            |                                                               |
| 2000         | Popular                           | Wanda Rickets           | en 2 episodis                                                 |
| 2001         | The Fugitive                      | Lynette Hennessy        | en 2 episodis                                                 |
| 2003-2005    | Carnivàle                         | Sofie Agnesh Bojakshiya | en 21 episodis                                                |
| 2005         | CSI: Crime Scene Investigation    | Abigail Spencer         | en 1 episodi                                                  |
| 2006         | Herois                            | Agent Audrey Hanson     | en 7 episodis                                                 |
| 2008         | The Watch                         | Cassie                  | Made-for-TV Movie on LMN                                      |
| 2008         | Grey's Anatomy                    | Jennifer                | Episodis: "Piece of My Heart" and "Where the Wild Things Are" |
| 2008         | Law & Order: Special Victims Unit | Mia Latimer             | Episodi: "Persona"                                            |
| 2009         | Virtuality                        | Sue Parsons             |                                                               |
| 2009         | Saving Grace                      | Maura                   | Episodi: "Looks Like a Lesbian Attack to Me"                  |
| 2009         | Lie to Me                         | Michelle Russell        | Episodi: "Blinded"                                            |
| 2010         | Private Practice                  | Natasha                 | Episodi: "Fear of Flying"                                     |
| 2010         | Bones                             | McKenna Grant           | Episodi: "The Bones on the Blue Line"                         |
| 2010         | Numb3rs                           | Melanie Bailey          | Episodi: "Devil Girl"                                         |
| 2010         | Law & Order                       | Amanda Green            | Episodi: "The Taxman Cometh"                                  |
| 2010–11      | The Event                         | Maya                    | 3 episodis                                                    |
| 2011         | CSI: Miami                        | Lyla Moore              | Episodi: "About Face"                                         |
| 2011         | And Baby Will Fall                | Melinda White           | Telefilm                                                      |
| 2012         | American Horror Story: Asylum     | Wendy Peyser            | 5 episodis                                                    |
| 2015-present | Better Call Saul                  | Dr. Cruz                | 3 episodis                                                    |
| 2015         | The Lizzie Brodin Chronicles      | Emma Brodin             | Elenc principal                                               |